# Hàn (reka)
Reka Hàn (vietnamsko Sông Hàn) je reka, ki leži na južni osrednji obali Vietnama. Izvira v provinci Quảng Nam in se pri Đà Nẵngu izliva v Južnokitajsko morje.

## Potek
Reka Han se začne na sotočju rek Cam Le in Vinh Dien (znana tudi kot reka Do Toan), teče na sever in se nato izliva v zaliv Da Nang na meji med okrožjema Hai Chau in Son Tra. Reka teče od juga proti severu. Dolga je približno 7,7 km, široka približno 400 - 600 m (najširše mesto je 700 m, najožje 300 m), povprečna globina je 4-5 m. 
Izliva se Južnokitajsko morje južno pri mestu Đà Nẵng, prej imenovanem Tourane. Muzej kiparstva Cham, ki ga je ustvaril Henri Parmentier, je blizu reke Han.
Odsek od zgoraj omenjenega sotočja rek navzgor do Rdečega mostu se imenuje reka Cam Le. Naslednji odsek od Rdečega mostu proti toku se imenuje reka Cau Do. Reka Cau Do je kombinacija dveh rek: reke Yen in reke Tuy Loan (znane tudi kot reka Tuy Loan) in nastane na sotočju rek med občino Hoa Tien (okrožje Hoa Vang), občino Hoa Phong (okrožje Hoa Vang) in Hoa Tho Tay (okrožje Cam Le). Reka Yen je pritok reke Vu Gia, ki teče iz okrožja Dai Loc v provinci Quang Nam. Reka Tuy Loan izvira na zahodu okrožja Hoa Vang in teče proti vzhodu, v občino Hoa Phu, prejme dva pritoka: reko Lo Dong na desnem bregu z jugozahoda Hoa Vang in majhno reko na levem bregu
Pristanišče Đà Nẵng, pomembno pomorsko oporišče mornarice Združenih držav med vietnamsko vojno, je bilo ob njegovem izlivu, ob vznožju gore Sơn Trà.

## Mostovi
Trenutno je čez reko Hàn šest mostov:
- Most Thuận Phước
- Most čez reko Hàn
- Zmajski most
- Most Trần Thị Lý
- Most Nguyễn Văn Trỗi
- Most Tiên Sơn

- Most Thuận Phước.
- Most čez reko Hàn.
- Reka Hàn ponoči.
- Most Trần Thị Lý.